# ألفريدو مارتينيز
ألفريدو مارتينيز (بالإسبانية: Alfredo Martínez) هو سياسي أرجنتيني، ولد في 6 سبتمبر 1951 في ريو غاليغوس، سانتا كروز في الأرجنتين. حزبياً، نشط في الاتحاد المدني الراديكالي. وقد انتخب عضو مجلس الشيوخ الأرجنتيني عن دائرة محافظة سانتا كروز وقد انضم خلال فترته النيابية (10 ديسمبر 2011 – 9 ديسمبر 2017) للكتلة البرلمانية الاتحاد المدني الراديكالي وانتخب عضو مجلس الشيوخ الأرجنتيني وانتخب عضو مجلس النواب في الأرجنتين.

## وصلات خارجية
- الموقع الرسمي